# Jakob Engel-Schmidt
Jakob Engel-Schmidt, né le 24 octobre 1983 à Birkerød, Rudersdal (Danemark), est un homme politique danois, membre du parti libéral des Modérés (M). Il est ministre de la Culture depuis décembre 2022.

## Biographie
À l'issue des ses études secondaires, Jakob Engel-Schmidt est officier dans la réserve des forces armées danoises de 2002 à 2004. Il commence ensuite des études en commerce international à l'école de commerce de Copenhague, dont il est diplômé en 2010. De 2009 à 2011, il est conseiller en marchés internationaux pour Dansk Industri, la principale organisation patronale du Danemark. De 2012 à 2013, il est le directeur de l'association danoise de l'entrepreneuriat.
Il s'engage d'abord en 2001 au sein du parti danois Venstre. À partir de 2005, il occupe différentes responsabilités dans le mouvement de jeunesse du parti, dont il devient vice-pésident en janvier 2009, puis président septembre 2009. En novembre, il est candidat aux élections municipales dans la commune de Rudersdal, mais ne parvient pas à obtenir de siège au conseil municipal.
Il se présente aux élections législatives de septembre 2011, mais ne parvient pas à remporter de siège au Folketing, devenant seulement le premier suppléant de Venstre dans la circonscription de la banlieue de Copenhague. Il quitte la présidence du mouvement de jeunesse du parti en novembre. En sa qualité de premier suppléant, il devient député en août 2013 après la démission de l'élue Gitte Lillelund Bech.
Il est candidat à sa réélection lors des élections de juin 2015, mais Venstre perd l'un de ses trois sièges dans la circonscription et il n'est pas réélu, devenant de nouveau premier suppléant pour le parti. En août, il devient le responsable des programmes professionels de l'école de commerce Niels Brock à Copenhague. Il retrouve son mandat au Folketing après que le député Morten Løkkegaard ait démissionner pour devenir député européen. Il devient alors le porte-parole de son groupe parlemetaire sur les questions d'enseignement supérieur.
En octobre 2017, il se met en congé du Folketing pour retrouver un emploi à Niels Brock. Le 6 février 2018, il est révélé qu'il a été arrêté par la police en train de conduire sous l'influence de la cocaïne en juillet 2017, et que son départ du Folketing est survenu juste après que le tabloïd Ekstra Bladet lui ait posé des questions sur l'incident. Le lendemain, il quitte ses fonctions à Niels Brock. Il reste en congé du Folketing, conformément au souhait du président du groupe parlementaire de Venstre, Søren Gade.
En février 2019, il devient directeur des affaires publiques de l'entreprise de communication Rud Pedersen. Il ne se représente pas au Folketing lors des élections de 2019.
En avril 2021, il revient en politique en rejoignant le réseau politique de l'ancien Premier ministre Lars Løkke Rasmussen, qui travaille alors à la création d'un nouveau parti, créé en juin 2022 sous le nom de Modérés.
Il est élu député au Folketing sous les couleurs du parti lors des élections législatives anticipées du 1er novembre 2022. Le 15 décembre 2022, il est nommé ministre de la Culture dans le gouvernement de coalition formé par la Première ministre sociale-démocrate Mette Frederiksen avec Venstre et les Modérés après le scrutin.